# Baby I Love You
Baby I Love You è un brano musicale scritto da Ronnie Shannon ed interpretato dalla cantante Aretha Franklin. Il brano fu estratto come singolo dall'album Aretha Arrives del 1967, e fu prodotto da Jerry Wexler.
Il singolo raggiunse la quarta posizione della classifica statunitense Billboard Hot 100 e la vetta della Billboard Hot Rhythm & Blues Singles, dove rimase per due settimane.

## Tracce
1. Baby I Love You – 2:40
2. Going Down Slow – 3:16

## Classifiche
| Classifica                        | Posizione più alta |
| --------------------------------- | ------------------ |
| U.S. Billboard Hot 100            | 4                  |
| U.S. Billboard Hot Rhythm & Blues | 1                  |